# Josef Ťulpík
Josef Ťulpík (* 18. ledna 1958 Zlín) je český politik a podnikatel, od roku 2020 zastupitel Olomouckého kraje, od roku 2006 zastupitel obce Bludov na Šumpersku, člen ODS.

## Život
Vystudoval Gymnázium Jeseník a následně Ekonomickou fakultu Vysoké školy báňské v Ostravě (získal titul Ing.). Od roku 2010 je jednatelem a společníkem s vkladem ve firmě WTC Písečná a od roku 2015 zastává post člena správní rady MAS Vincenze Priessnitze pro Jesenicko.
Josef Ťulpík žije v obci Bludov na Šumpersku.

## Politická kariéra
V komunálních volbách v roce 2006 byl zvolen jako nestraník za ODS zastupitelem obce Bludov. Následně vstoupil do ODS a za tuto stranu obhájil mandát zastupitele obce ve volbách v letech 2010 a 2014. V letech 2006 až 2010 zastával také funkci místostarosty obce, do této funkce byl opět zvolen v roce 2014.
V krajských volbách v roce 2008 kandidoval za ODS do Zastupitelstva Olomouckého kraje, ale neuspěl. Podařilo se mu to až ve volbách v roce 2020.
Za ODS kandidoval také v Olomouckém kraji ve volbách do Poslanecké sněmovny PČR v letech 2010, 2013 a 2017.
Ve volbách do Senátu PČR v roce 2018 kandidoval za ODS v obvodu č. 65 – Šumperk. Se ziskem 16,39 % hlasů skončil na 3. místě.
Ve volbách do Poslanecké sněmovny PČR v roce 2021 kandidoval z pozice člena ODS na 3. místě kandidátky koalice SPOLU (tj. ODS, KDU-ČSL a TOP 09) v Olomouckém kraji, ale nebyl zvolen. Stal se však druhým náhradníkem.
V krajských volbách v roce 2024 obhájil za ODS mandát krajského zastupitele.